# پرچمدار
پرچم‌دار فیلمی به کارگردانی  و نویسندگی شهریار بحرانی محصول سال ۱۳۶۳ است.

## خلاصه داستان
در جنگ ایران و عراق، علی اسیر نیروهای عراقی است. گروهی پاسدار به فرماندهی احمد با لباس مبدل به پایگاه عراقی‌ها هجوم می‌برند و علی را از اسارت نجات می‌دهند. مدتی بعد علی و احمد در تهران مأمور گشت امنیت شهری می‌شوند. گروهی از اعضای مجاهدین خلق در جریان سرقت از یک بانک با گروه گشت آنان روبرو می‌شوند و احمد در جریان درگیری کشته می‌شود. مرگ احمد ضربه روحی سختی بر علی وارد می‌سازد، اما علی به مرور زمان به کمک دختر خردسالش تعادل خود را بازمی‌یابد و در جریان عملیات ناموفق ترور یکی از فرماندهان سپاه، ضربه سنگینی به مجاهدین خلق وارد می‌آورد.